# Naravelia pilulifera
Naravelia pilulifera är en ranunkelväxtart som beskrevs av Henry Fletcher Hance. Naravelia pilulifera ingår i släktet Naravelia och familjen ranunkelväxter. Utöver nominatformen finns också underarten N. p. yunnanensis.